# ローマ＝フロジノーネ＝カッシーノ＝ナポリ線
ローマ＝フロジノーネ＝カッシーノ＝ナポリ線 (linea Roma - Napoli via Frosinone - Cassino - Caserta) は、ラツィオ州の州都とカンパニア州の州都とを結ぶ三つの路線で最初に出来た路線である。現在はもっぱら州内交通として、アドリア海岸との連絡用として、わずかな夜行列車用として利用されている。TAVのローマ＝ナポリ線は、この路線とほぼ並行して走っている。

## 沿線と駅と停留所
|  | 0.00   | ローマ・テルミニ                             | ローマ・テルミニ                             |
|  |        | ピサ行き路線                                 |                                              |
|  | 2.00   | ローマ・カジリーナ                           | ローマ・カジリーナ                           |
|  |        | ナポリ行き路線                               |                                              |
|  |        | ローマ＝フォルミア＝ナポリ線                 |                                              |
|  | 10.00  | ローマ・カパンネッレ                         | ローマ・カパンネッレ                         |
|  |        | グランデ・ラッコルド・アヌラーレ             |                                              |
|  | 14.00  | チャンピーノ                                 | チャンピーノ                                 |
|  |        | ヴェッレトリ行き路線                         |                                              |
|  |        | フラスカーティ行き路線                       |                                              |
|  | 21.00  | トル・ヴェルガータ                           | トル・ヴェルガータ                           |
|  | 26.00  | コッレ・マッティーア                         | コッレ・マッティーア                         |
|  | 29.00  | コロンナ・ガッレリーア                       | コロンナ・ガッレリーア                       |
|  | 35.00  | ザガローロ                                   | ザガローロ                                   |
|  | 43.00  | ラビーコ                                     | ラビーコ                                     |
|  | 46.00  | ヴァルモントーネ                             | ヴァルモントーネ                             |
|  | 54.00  | コッレフェッロ＝セーニ＝パリアーノ           | コッレフェッロ＝セーニ＝パリアーノ           |
|  | 63.00  | アナーニ＝フィウッジ                         | アナーニ＝フィウッジ                         |
|  | 68.00  | スグルゴラ                                   | スグルゴラ                                   |
|  | 73.00  | モローロ                                     | モローロ                                     |
|  | 78.00  | フェルティーノ＝スピーノ                     | フェルティーノ＝スピーノ                     |
|  | 86.00  | フロジノーネ                                 | フロジノーネ                                 |
|  | 92.00  | チェッカーノ                                 | チェッカーノ                                 |
|  | 101.00 | カストロ＝ポーフィ＝ヴァッレコルサ           | カストロ＝ポーフィ＝ヴァッレコルサ           |
|  | 111.00 | チェプラーノ＝ファルヴァテッラ               | チェプラーノ＝ファルヴァテッラ               |
|  | 113.00 | イゾレッタ＝サン・ジョヴァンニ               | イゾレッタ＝サン・ジョヴァンニ               |
|  |        | アヴェッツァーノ行き路線                     |                                              |
|  | 121.00 | ロッカセッカ                                 | ロッカセッカ                                 |
|  | 125.00 | アグイーノ＝カストロチェーロ＝ポンテコルヴォ | アグイーノ＝カストロチェーロ＝ポンテコルヴォ |
|  | 129.00 | ピエディモンテ＝アクイーノ                   | ピエディモンテ＝アクイーノ                   |
|  | 132.00 | ピエディモンテ＝ヴィッラ・サンタ・ルチーア   | ピエディモンテ＝ヴィッラ・サンタ・ルチーア   |
|  | 138.00 | カッシーノ                                   | カッシーノ                                   |
|  | 144.00 | フォンタナローザ＝チェルヴァーロ             | フォンタナローザ＝チェルヴァーロ             |
|  | 148.00 | ロッカ・デヴァンドロ＝サン・ヴィットーレ     | ロッカ・デヴァンドロ＝サン・ヴィットーレ     |
|  |        | イゼルニア行き路線                           |                                              |
|  | 155.00 | ミニャーノ・モンテ・ルンゴ                   | ミニャーノ・モンテ・ルンゴ                   |
|  | 163.00 | トーラ＝プレゼンツァーノ                     | トーラ＝プレゼンツァーノ                     |
|  |        | イゼルニア行き路線                           |                                              |
|  | 170.00 | ヴァイラーノ＝カイアネッロ                   | ヴァイラーノ＝カイアネッロ                   |
|  | 177.00 | リアルド＝ピエトラメラーラ                   | リアルド＝ピエトラメラーラ                   |
|  | 182.00 | テアーノ                                     | テアーノ                                     |
|  | 190.00 | スパラニーゼ                                 | スパラニーゼ                                 |
|  | 196.00 | ピニャターロ・マッジョーレ                   | ピニャターロ・マッジョーレ                   |
|  | 205.00 | カープア                                     | カープア                                     |
|  |        | ピエディモンテ・マテーゼ行き路線             |                                              |
|  | 210.00 | サンタ・マリーア・カープア・ヴェ-テレ        | サンタ・マリーア・カープア・ヴェ-テレ        |
|  |        | アヴェルサ行き路線                           |                                              |
|  | 216.00 | カゼルタ                                     | カゼルタ                                     |
|  |        | フォッジャ行き路線                           |                                              |
|  | 222.00 | マッダローニ・インフェリオーレ               | マッダローニ・インフェリオーレ               |
|  |        | ベネヴェント行き路線                         |                                              |
|  | 234.00 | カンチェッロ                                 | カンチェッロ                                 |
|  |        | サレルノ行き路線                             |                                              |
|  |        | カンチェッロ行き路線                         |                                              |
|  | 236.00 | アチェッラ                                   | アチェッラ                                   |
|  |        | ナポリ＝バイアーノ線                         |                                              |
|  | 239.00 | カザルヌオーヴォ・ディ・ナポリ               | カザルヌオーヴォ・ディ・ナポリ               |
|  |        | サレルノ行き路線                             |                                              |
|  |        | ローマ行き路線                               |                                              |
|  | 250.00 | ナポリ中央                                   | ナポリ中央                                   |

## 分岐、支線
- チャンピーノからフラスカーティ、アルバーノ、ヴェッレトリ行き
- ロッカセッカからアヴェッツァーノ行き（アヴェッツァーノ＝ソーラ＝ロッカセッカ線）
- ロッカ・デヴァンドロからイゼルニア＝カンポバッソ行き（ロッカ・デヴァンドロ＝ヴェナフロ線）
- ヴァイラーノからイゼルニア＝カンポバッソ行き（カンポバッソ＝カルピノーネ＝イゼルニア＝ヴェナフロ＝ヴァイラーノ線）
- サンタ・マリーア・カープア・ヴェーテレからピエディモンテ・マテーゼ
- カゼルタからアヴェルサおよびベネヴェント行き
- カンチェッロからベネヴェント、サレルノおよびトッレ・アンヌンツィアータ行き